# Pellegrinaggio militare internazionale
Il pellegrinaggio militare internazionale  (PMI) si svolge ogni anno, a Lourdes (Francia). Ad esso partecipano migliaia di persone del mondo che condividono il lavorare in divisa al servizio degli altri.

## Storia

### Il 1° PMI nel 1958
Il pellegrinaggio militare internazionale è nato nel 1958, nell'anno del 100º anniversario delle apparizioni. Quell'anno, molti stranieri organizzarono pellegrinaggi per visitare la grotta di Lourdes e per partecipare agli eventi offerti dal santuario del Giubileo. Approfittando di questo evento, il vescovo Badre, direttore dell'Aumônerie Catholique militaire française, invitò le delegazioni straniere aderenti alla NATO, al tradizionale pellegrinaggio nazionale organizzato da padre Besombes fin dal 1944. Propone inoltre al vescovo Werthman, vicario dell'Armées allemandes de les rejoindre di unirsi a loro. Quest'ultimo accettò e parteciperò alla riunione di Fontainebleau, durante la quale i cappellani di Belgio, Canada, Gran Bretagna, Paesi Bassi, Italia, Lussemburgo, Portogallo, Stati Uniti d'America e della Francia decisero in merito alle modalità di partecipazione al primo PMI, che si svolse da Venerdì 13 giugno a Lunedì 16 giugno 1958.
La riunione di Fontainebleau può essere considerata come l'antenato della Conferenza preparatoria internazionale (Conférence internationale préparatoire), che si riunisce annualmente nel mese di ottobre in uno degli Stati membri per definire le linee guida e le modalità del nuovo PMI.
Il vescovo Badre, lanciando questo invito alle delegazioni straniere ufficializzò, di fatto, il pellegrinaggio nazionale dei soldati francesi che, fin dal 1945, ha avuto luogo ogni anno a Lourdes, raccogliendo più di 30.000 pellegrini. Inoltre nel 1956 con la creazione del nuovo esercito tedesco fu istituito il cappellano militare tedesco. Le relazioni tra i cappellani militari cattolici degli eserciti francese e tedesco, si infittirono sotto i ripetuti sforzi di mons. Werthmann e padre Xavier Louis capo dei cappellani cattolici delle forze francesi in Germania. Presto, essi percepirono l'importanza di un incontro degli eserciti stranieri nella grotta; di questi eserciti che non molto tempo prima erano stati avversari.
Questa fu l'intuizione di padre Besombes che da più di dieci anni organizzava il raduno a Lourdes, da quando il vescovo Saliège nel 1944 gli chiese di "portare l'esercito a Lourdes".

### L'evento fondatore nel 1944
Nella grotta: in preghiera i soldati della FFI e soldati sovietici L'evento fondatore del PMI, unico incontro internazionale per la pace, venne riportato dalla stampa di Tolosa il 13 dicembre 1944: “la presenza nella grotta lo stesso giorno del forze militari francesi e dei soldati sovietici”. Il giornale della grotta, del 17 dicembre 1944, riporta le informazioni e i dettagli su questa singolare presenza. La messa di domenica 10 dicembre presso la basilica del Rosario fu celebrata da monsignor Théas, vescovo di Montauban, in presenza di monsignor Saliège, arcivescovo di Tolosa. Tra i sacerdoti che hanno accompagnato l'arcivescovo di Tolosa, padre Andre Besombes, vicario nella parrocchia di San Exupère Tolosa, e 80 soldati della guarnigione di Tolosa.

### Il pellegrinaggio militare regionale a Lourdes
Diventa nazionale e poi internazionale. È proprio durante ritorno da questo pellegrinaggio regionale che il vescovo Saliège chiede a padre Besombes di organizzare l'incontro dei militari Lourdes. Il pellegrinaggio gradualmente diventò da regionale a nazionale nel 1947, con l'approvazione del nuovo direttore della cappellani militari padre Jean Badre, prima di diventare internazionale nel 1958. La storia del PMI è raccontata nel libro, “Il Pellegrinaggio Militare Internazionale a Lourdes”, scritto da Rene Dupuy.
Nel 1947, c'è la discreta partecipazione al pellegrinaggio militare di padre Ludwig Steger, un sacerdote della diocesi di Rottenburg, soldato e prigioniero di guerra per 44 anni al campo Sands vicino a Tolosa. Lui aveva instaurato una forte amicizia con padre Besombes che, visitava regolarmente i prigionieri di guerra. È da questa amicizia che questo pellegrinaggio si trasformerà in un grande raduno.
Tre mesi dopo il primo PMI: incontro tra de Gaulle e Adenauer Nel 1958, padre Steger fu la chiave di volta per l'arrivo a Lourdes della Bundeswehr per il primo pellegrinaggio militare internazionale. Infine, ricordo che la prima manifestazione per la "riconciliazione dei popoli del mondo" (discorso del maresciallo Juin, in occasione della celebrazione all'accampamento militare nel mese) prima del grande evento, del 14 e 15 settembre 1958, l'incontro tra il generale de Gaulle e il cancelliere tedesco Konrad Adenauer per sigillare la riconciliazione politica tra i due paesi.